# Crumble Crags
Crumble Crags är en kulle i Antarktis. Den ligger i Sydshetlandsöarna. Argentina, Chile och Storbritannien gör anspråk på området. Toppen på Crumble Crags är 16 meter över havet.
Terrängen runt Crumble Crags är huvudsakligen kuperad, men österut är den platt. Havet är nära Crumble Crags åt sydost. Trakten är glest befolkad. Närmaste befolkade plats är Commandante Ferraz Station, 13,7 kilometer nordväst om Crumble Crags. 